# Épiméthée
Épiméthée è una collana editoriale di storia della filosofia e di fenomenologia fondata da Jean Hyppolite nel 1953 e pubblicata a Parigi dalla Presses universitaires de France.
A partire dal 1981 fu diretta da Jean-Luc Marion e, dal giugno 2021, da Vincent Carraud e Dan Arbib.
La collana è divisa i due parti: è diviso in due serie: una (di colore rosso mattone) che propone edizioni e traduzioni dei grandi testi della storia della filosofia, da Anassimandro a Heidegger ; l'altra (di colore giallo senape) che pubblica saggi di filosofi e storici della filosofia contemporanei. In questa raccolta sono state pubblicate alcune opere di Gilles Deleuze, Jacques Derrida, Michel Serres, Michel Henry ed Emmanuel Levinas.
Jacques Brunschwig racconta che quando a Jean Hyppolite fu chiesto perché avesse scelto questo titolo per la collana, lui rispose che era il suo segreto. Jean-Luc Marion ha proposto una propria interpretazione di questa scelta, sottolineando che a differenza del fratello Prometeo, Epimeteo "rimane nell'aporia"  (Platone, Protagora, 321), che è il luogo tipico della filosofia.